# Ferdinand Adams
Ferdinand Adams (3 de maig de 1903 - 1992) fou un futbolista belga.

## Selecció de Bèlgica
Va formar part de l'equip belga a la Copa del Món de 1930.